# Xanthorhoe kamtshatica
Xanthorhoe kamtshatica là một loài bướm đêm trong họ Geometridae.